# Kingsford (Michigan)
Kingsford ist eine Kleinstadt (mit dem Status „City“) im Dickinson County im US-amerikanischen Bundesstaat Michigan. Das U.S. Census Bureau hat bei der Volkszählung 2020 eine Einwohnerzahl von 5.139 ermittelt.

## Geografie
Kingsford liegt im mittleren Westen der Oberen Halbinsel Michigans am linken Ufer des Menominee River, der bis zu seiner Mündung in den Michigansee die Grenze zu Wisconsin bildet.
Die geografischen Koordinaten von Kingsford sind 45°47′42″ nördlicher Breite und 88°04′19″ westlicher Länge. Das Stadtgebiet erstreckt sich über eine Fläche von 11,86 km².
Benachbarte Orte von Kingsford sind Iron Mountain (an der nordöstlichen Stadtgrenze), Quinnesec (6,4 km östlich), Niagara in Wisconsin (9,3 km südöstlich) und Florence in Wisconsin (26,2 km nordwestlich).
Die nächstgelegenen größeren Städte sind Sault Ste. Marie in der kanadischen Provinz Ontario (362 km ostnordöstlich, gegenüber von Sault Ste. Marie, Michigan), Green Bay in Wisconsin am Michigansee (158 km südlich), Wisconsins größte Stadt Milwaukee (344 km in der gleichen Richtung), Wisconsins Hauptstadt Madison (373 km südsüdwestlich), Wausau in Wisconsin (211 km südwestlich), die Twin Cities in Minnesota (476 km westsüdwestlich) und Duluth am Oberen See in Minnesota (380 km westnordwestlich).

## Verkehr
Wenige hundert Meter östlich des Stadtgebiets verlaufen auf einem gemeinsamen Streckenabschnitt die U.S. Highways 2 und 141. Der Michigan State Highway 95 verläuft in Nord-Süd-Richtung durch den Osten von Kingsford. Alle weiteren Straßen sind untergeordnete Landstraßen, teils unbefestigte Fahrwege oder innerörtliche Verbindungsstraßen.
Eine Eisenbahnlinie der Escanaba and Lake Superior Railroad begrenzt die Stadt nach Osten.
Mit dem Ford Airport befindet sich im nordwestlichen Stadtgebiet der nächste Regionalflughafen.

## Bevölkerung
Nach der Volkszählung im Jahr 2010 lebten in Kingsford 5133 Menschen in 2224 Haushalten. Die Bevölkerungsdichte betrug 432,8 Einwohner pro Quadratkilometer. In den 2224 Haushalten lebten statistisch je 2,22 Personen.
Ethnisch betrachtet setzte sich die Bevölkerung zusammen aus 97,2 Prozent Weißen, 0,4 Prozent Afroamerikanern, 0,4 Prozent amerikanischen Ureinwohnern, 0,5 Prozent Asiaten sowie 0,2 Prozent aus anderen ethnischen Gruppen; 1,2 Prozent stammten von zwei oder mehr Ethnien ab. Unabhängig von der ethnischen Zugehörigkeit waren 1,1 Prozent der Bevölkerung spanischer oder lateinamerikanischer Abstammung.
21,7 Prozent der Bevölkerung waren unter 18 Jahre alt, 57,6 Prozent waren zwischen 18 und 64 und 20,7 Prozent waren 65 Jahre oder älter. 53,4 Prozent der Bevölkerung waren weiblich.
Das mittlere jährliche Einkommen eines Haushalts lag bei 35.348 USD. Das Pro-Kopf-Einkommen betrug 23.091 USD. 19,7 Prozent der Einwohner lebten unterhalb der Armutsgrenze.